# 포플린

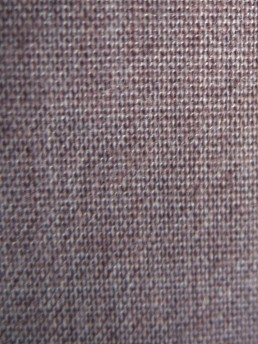

포플린(poplin)은 섬유의 한가지로서 털과 명주실로 짠 섬유이다. 부드러우며 광택이 난다.
셔츠·블라우스·드레스를 만드는 데 주로 사용한다.